# Habertürk
Habertürk (тур. Турецкие новости), сокращённо HT — турецкая ежедневная газета, выходившая в 2009—2018 годах. Основана 1 марта 2009 года в Стамбуле компанией Ciner Media Group. Слоган — «Gücü özgürlüğünde» (тур. Сила в свободе). Логотип газеты создан на основе одноимённого телеканала Habertürk TV. Газета издавалась в Стамбуле, Анкаре и Измире; она стала первой газетой в Турции, перешедшей на формат «берлинер».

## Краткая история
Тираж газеты в первый день выпуска составил 360 тысяч копий и был продан полностью (тираж на следующий день составил около 202 тысяч копий). По объёму тиража она заняла 5-е место после газет Hürriyet (448 296), Sabah (420 148), Milliyet (204 477) и Vatan (204 154). 1 марта 2010 года тираж газеты составил 380 тысяч копий. Последний номер вышел 5 июля 2018 года.